# Sand (DC Comics)
Pour les articles homonymes, voir Sand.
Sand, de son vrai nom Sanderson Hawkins, est un personnage de comics publié par DC Comics. Avant d'assumer ce nom de code, il se faisait connaître sous le nom de Sandy the Golden Boy et assistait Sandman dans la lutte contre le crime.
Il a été créé en 1941 par Mort Weisinger et Paul Norris.

## Histoire
Orphelin très jeune, Sanderson fut élevé par sa tante, Dian Belmont, qui était la petite-amie de Wesley Dodds, alias Sandman. Grand admirateur de Sandman, Sanderson s'était confectionné un costume pour jouer au super-héros, lorsqu'il aida son héros à résoudre une enquête. C'est à cette époque que Sandman troqua son imperméable et son masque à gaz pour un costume jaune et violet proche de celui qu'avait utilisé Sanderson. Par la suite, Sanderson accompagna Sandman dans ses aventures sous le nom « Sandy the Golden Boy ». En tant que coéquipier de Sandman, il prit part à la Justice Society of America et pendant la Seconde Guerre mondiale fit partie du All-Star Squadron comme tous les super-héros américains de l'époque.
En 1950, alors que Sandman cherchait à développer une nouvelle arme à base de silicone pour lutter contre le crime, une explosion se produit et Sandy fut contaminé par les substances chimiques utilisées. Il se transforma alors en un monstre de sable qui ravageait tout sur son passage. Sandman parvint à l'endormir en utilisant son pistolet à gaz soporifique, puis l'enferma dans une pièce remplie de gaz soporifique, en attendant de trouver un remède à son état. Malgré tous ses efforts, il n'obtint aucun succès pendant des décennies.
En 1970, une coupure électrique provoquée par un tremblement de terre déverrouilla la pièce dans laquelle se trouvait Sandy, qui en profita pour s'enfuir (JLA v1.#113). Sandman appela alors à la rescousse la Justice Society et la ligue de justice d'Amérique, mais une fois que l'effet du gaz qu'il avait respiré pendant des années disparut, Sandy révéla qu'il avait retrouvé toute sa raison depuis des années. En effet, le chaos qui envahit son esprit à l'époque était un effet temporaire de l'explosion. Honteux de ce qu'il avait fait subir à son jeune protégé, Sandman finança alors des recherches pour faire retrouver à Sandy son apparence humaine.
Sous couvert de telles recherches, un super-vilain du nom de « Shatterer », enleva Sandy et voulut se servir de lui pour provoquer des tremblements de terre à volonté. Du fait de sa physiologie, Sandy était lié à l'activité sismique de la planète, et Shatterer voyait là un bon instrument de chantage pour s'enrichir. Sandman retrouva vite leur trace et en délivrant Sandy parvint à lui rendre son apparence humaine. Ensemble ils défirent ensuite leur ennemi.
Tout comme Sandman et les autres membres de la JSA, Sandy fut par la suite projeté dans la dimension du Ragnarök pendant des années (Last days of the Justice Society). De retour sur Terre, Wesley Dodds prit la retraite et Sandy partit à l'aventure pour découvrir le monde qu'il n'avait pas vu depuis des années.
En 1999, à la mort de Sandman, Sanderson hérita de sa capacité à avoir des rêves prémonitoires (JSA #1). Sanderson prit alors le nom de Sand et utilisa un masque à gaz pour reprendre sa carrière de super-héros. Peu après, il fit partie des membres fondateurs de la Justice Society nouvellement reformée et fut élu à sa tête jusqu'à ce que des tensions éclatent avec Hawkman (JSA #27). Il resta toutefois un membre pleinement actif.
Plus tard, il fut transformé à nouveau en monstre de sable par Mordru qui s'était échappé de la prison où il avait été enfermé depuis des mois (JSA #46). Lorsqu'il retrouva enfin son apparence humaine, Sand se précipita alors dans les profondeurs de la Terre afin de défaire le désordre semé par Mordru dans l'activité sismique. Il ne reparut toutefois pas à la surface après cela.
Ce n'est que plusieurs mois plus tard que les membres de la JSA parvinrent à retrouver sa trace. Grâce à l'aide de son fils Daniel, devenu le Maître des Rêves à la suite de Dream, Doctor Fate apprit que l'esprit de Sand se trouvait emprisonné dans le monde des rêves, tandis que son corps était toujours au cœur de la Terre. Une équipe se rendit donc dans son esprit en utilisant la magie et vainquit Glob et Brute, deux démons qui retenaient Sand dans une illusion, tandis que le reste de la JSA aidé de Cave Carson se rendit dans les profondeurs et récupérèrent le corps de Sand. Son esprit et son corps réunis, il put alors reprendre forme humaine. Après une période de convalescence, Sand revint à son poste de membre actif.

## Capacités
Depuis qu'il a retrouvé sa forme humaine, Sand a gardé des pouvoirs liés aux ondes sismiques. Ainsi, il est particulièrement sensible aux tremblements de terre. Désormais composé de silicium, il peut passer au travers de tous les matériaux en contenant. Il peut aussi faire jaillir de la terre du sol par sa volonté.
Il utilise d'autre part un pistolet éjectant un gaz soporifique comme son mentor, ainsi qu'un deuxième pistolet armé de balles.